# Cerkiew Wniebowstąpienia Pańskiego w Moskwie (Zamoskworieczje)
Cerkiew Wniebowstąpienia Pańskiego – prawosławna cerkiew w Moskwie, w dekanacie moskworieckim eparchii moskiewskiej miejskiej Rosyjskiego Kościoła Prawosławnego.

## Historia
Pierwsza cerkiew na tym miejscu została wzniesiona w latach 1696–1700 na terenach podarowanych przez Monaster Daniłowski. Była to budowla drewniana z dwoma ołtarzami – głównym Wniebowstąpienia Pańskiego i bocznym Dziewięciu Męczenników z Kyziku. Już kilka lat po oddaniu świątyni do użytku, w 1708 lub 1709, carewicz Aleksy Piotrowicz polecił wznieść na jej miejscu cerkiew murowaną. Do śmierci Aleksego w 1718 budowa nie została zakończona. W 1714 oddano do użytku jedynie dolną cerkiew, poświęconą Jerozolimskiej Ikonie Matki Bożej, z ołtarzami św. Aleksego i Dziewięciu Męczenników z Kyziku. W związku z brakiem funduszy na kontynuowanie prac w kolejnych latach prace przy wznoszeniu świątyni zostały przerwane. Dopiero w 1756 parafianie uzyskali zgodę na przeprowadzenie zbiórki funduszy i dokończenie budowy. Nie ustalono, kto zaprojektował cerkiew, autorstwo Domenico Trezziniego jest jedynie hipotezą. Poświęcenie gotowego obiektu miało miejsce w lipcu 1762.  
W latach 30. i 40. XIX w. cerkiew została w znacznym stopniu przebudowana. W 1832 z funduszy przekazany przez jej starostę, Riemizowa, wzniesiono dwukondygnacyjny obszerny przedsionek. Urządzono również boczne ołtarze w górnej cerkwi, poświęcone św. Mikołajowi i św. Sergiuszowi z Radoneża; w 1845 ustawiono przed nimi ikonostasy, a nad nimi zbudowano kopuły. Trzy lata wcześniej nadbudowano o dwie kondygnacje, dekorowane w stylu empire, cerkiewną dzwonnicę. Kilkakrotnie zmieniano dekorację malarską we wnętrzu świątyni, po raz ostatni w końcu XIX w. Wykonane wówczas freski stylowo reprezentują późny klasycyzm. 
Cerkiew pozostała czynna do 1929. W kolejnych latach została odebrana Cerkwi prawosławnej i zaadaptowana na cele świeckie. Instytucje państwowe działały w niej do 1990, gdy władze zgodziły się na ponowne przekazanie budynku dla celów kultowych.